# Лежён, Жером
Жеро́м Жан Луи́ Мари́ Лежён (фр. Jérôme Jean Louis Marie Lejeune; 26 июня 1926, Монруж — 3 апреля 1994, Париж) — французский врач-педиатр, активный противник абортов; генетик, сделавший ряд важных открытий в области хромосомных аномалий.

## Основные достижения
Совместно с Мартой Готье объяснил синдром Дауна как хромосомную аномалию. Впервые описал синдром кошачьего крика — иногда его называют «синдромом Лежёна». Дополнил понятие кариотипа (диплоидный набор хромосом в соматических клетках организма). Объяснил недоразвитие нервной трубки плода последствиями недостаточного приема фолиевой кислоты беременными женщинами.

## Биография
Родился в семье французских католиков. Изучал медицину; в 1952 году стал учёным-исследователем во Французской национальной организации научных исследований (CNRS). Был международным экспертом по ядерной радиации. В июле 1958 года совместно с Мартой Готье сделал одно из главных своих научных открытий, объяснив наличие синдрома Дауна лишней хромосомой в 21-й паре. Впервые была проведена параллель между набором генов, хромосом и умственной отсталостью. В 1964 году стал первым профессором фундаментальной генетики в Парижском медицинском институте. Был открыт для контакта с семьями, воспитывающими его пациентов — детей-инвалидов. Принимал активное участие в международных конференциях. В 1974 году стал членом Епископальной (Папской) академии наук. В 1981 году был избран членом Академии моральных и политических наук. В 1983 году вступил в Национальную академию медицины. Получил множество наград, стал почётным доктором наук или почётным членом многих зарубежных академий, университетов и учебных обществ. В 1994 году был назначен пожизненным президентом Папской академии жизни. Умер от рака 3 апреля 1994 года в возрасте 67 лет, оставив жену, 5 детей и 27 внуков. Дочь Лежёна — Клара Лежён-Геймар написала об отце биографическую книгу «Жизнь — это благословение». На его отпевании собор Парижской Богоматери был переполнен, на похороны приехали люди из разных стран. В настоящее время проводятся конгрессы имени Лежёна, существует международная научная премия имени Лежёна в 30 000 евро за научные достижения в области изучения генетических аномалий.

## Карьера
С раннего возраста Лежёна занимала загадка умственной отсталости, в частности — синдрома Дауна. Он стремился объяснить возникновение умственной отсталости с тем, чтобы найти способ лечения: Лежён считал, что это «легче, чем отправить человека на Луну». Поэтому он связал свою жизнь с медициной.
Вначале он предположил, что синдром Дауна может быть связан с аномалией, похожей на тандемную дупликацию Bar у дрозофилы (дупликация участка 16А Х-хромосомы, проявляется в фенотипе уменьшением числа фасеток в глазах и может ревертировать в результате неравного кроссинговера).
В Париже начал заниматься генетикой под руководством профессора Реймона Тюрпена (фр. Turpin). Посетив конференцию в Копенгагене, где обсуждалось открытие Альберта Левана (фр. Levan), Лежён решил исследовать количество хромосом у своих пациентов с синдромом Дауна. Сотрудничество с доктором Мартой Готье, которая научила его технике культивации фибробластов, которую она переняла у специалистов США, и изучение образцов кожи людей с синдромом Дауна привело к публикации в 1959 году в издании «Доклады Академии Наук» результатов исследования, показывающего, что люди с синдромом Дауна отличаются наличием одной лишней акроцентрической (головчатой) хромосомы. Впоследствии это назвали трисомией по 21-й хромосоме. Это открытие показало горизонты развития новой науки — цитогенетики — для изучения человека и животных. Развитие этой науки привело ко многим открытиям в области наследственности.
Кроме того, Жером Лежён сделал немало открытий в цитогенетике: в частности, он в 1963 году описал синдром кошачьего крика (5р-), обусловленный делецией короткого плеча 5-й хромосомы. Он выдвинул идею типов и контртипов, по которой два синдрома, один характеризуемый моносомией, а другой — трисомией (соответственно одна или три хромосомы вместо двух в одной и той же паре), противопоставляются по клиническим симптомам; например — брахимезофалангия (вариант брахидактилии, укорочение всех пальцев за счет недоразвития средних фаланг) противопоставляется долихомезофалангии (удлинение пальцев).
Также описал зачатие монозиготных гетерокариотипических близнецов, которые отличаются одной парой хромосом. В первой из описанных Лежёном пар у одного из близнецов был обычный набор хромосом (мальчик — 46XY), а у другого — синдром Тёрнера (45, X). Лежён считал, что это стало возможным в результате потери при зачатии монозиготных близнецов одной из Y-хромосом. Кроме того, Лежён описал пару близнецов, из которых у одного был обычный набор хромосом, а у другого — синдром Дауна.
В области исследования онкологических заболеваний впервые описал клональную эволюцию у ребенка с синдромом Дауна и лейкемией.
Даже в последние недели своей жизни, умирая от рака, не переставал изучать канцерогенез. Его поражало то, что более примитивные животные не страдают от рака, но он не успел найти ответ, почему так.

## Награды (неполный список)
- 1962 — премия Кеннеди
- 1969 — Премия Уильяма Аллана[англ.]
- 1969 — Премия Фельтринелли
- 1992 — премия Гриффеля (Griffuel) за революционные исследования в области хромосомных аномалий при раковых заболеваниях